# غارة تونديرن
غارة تونديرن (بالإنجليزية:  Tondern raid)‏ كانت غارة حربية شنتها البحرية البريطانية وسلاح الجو الملكي ضد مقر قاعدة مناطيد البحرية الإمبراطورية الألمانية في مدينة توندير الدنمارك. تعتبر هده الغارة هي أول غارة في التاريخ البشري تقوم بها الطائرات المحلقة الآتية من على متن حاملات الطائرات. في 19 يوليو 1918 انطلقت 7 طائرات سوبويث كاميل على حاملة الطائرات HMS Furious، كانت خسارة الق،ات البريطانية فيها مقتل جندي واحد بينما خسرت القوات الألمانية منطادين زبلين واستولوا على منطاد بالون.